# Bakhtiyar Tyleganov
Bakhtiyar Tyleganov (n. 5 ianuarie 1976, Districtul Tulkibas⁠(d), RSS Kazahă, URSS) este un boxer kazah, reprezentant al categoriei de greutate pană. A evoluat pentru echipa națională de box din Kazahstan în a doua jumătate a anilor 1990. Este campion al Asiei, câștigător și medaliat la turnee de importanță internațională, participant la Jocurile Olimpice de vară de la Atlanta.